# Hygrotus semenowi
Hygrotus semenowi är en skalbaggsart som först beskrevs av Jakovlev 1899.  Hygrotus semenowi ingår i släktet Hygrotus och familjen dykare. Inga underarter finns listade i Catalogue of Life.